# Коржинколь (Ерейментауский район)
Коржинко́ль (каз. Қоржынкөл) — станция в Ерейментауском районе Акмолинской области Казахстана. Входит в состав Улентинского сельского округа. Код КАТО — 114653500.

## География
Станция расположена в южной части района, на расстоянии примерно 22 километров (по прямой) к востоку от административного центра района — города Ерейментау, в 22 километрах к западу от административного центра сельского округа — села Уленты.
Абсолютная высота — 304 метров над уровнем моря.
Ближайшие населённые пункты: город Ерейментау — на западе, станция Уленты — на востоке.
Близ станции проходит железная дорога «Ерейментау — Шидерты».

## Население
В 1989 году население станции составляло 230 человек (из них казахи — 73 %).
В 1999 году население станции составляло 230 человек (111 мужчин и 119 женщин). По данным переписи 2009 года, в населённом пункте проживало 130 человек (65 мужчин и 65 женщин).
| Численность населения | Численность населения | Численность населения |
| 1989                  | 1999                  | 2009                  |
| --------------------- | --------------------- | --------------------- |
| 230                   | →230                  | ↘130                  |